# Sawyerville (Québec)
Pour les articles homonymes, voir Sawyerville.
 (juillet 2018).
Sawyerville est un village compris dans le territoire de la ville de Cookshire-Eaton, dans le Haut-Saint-François au Québec (Canada).

## Géographie

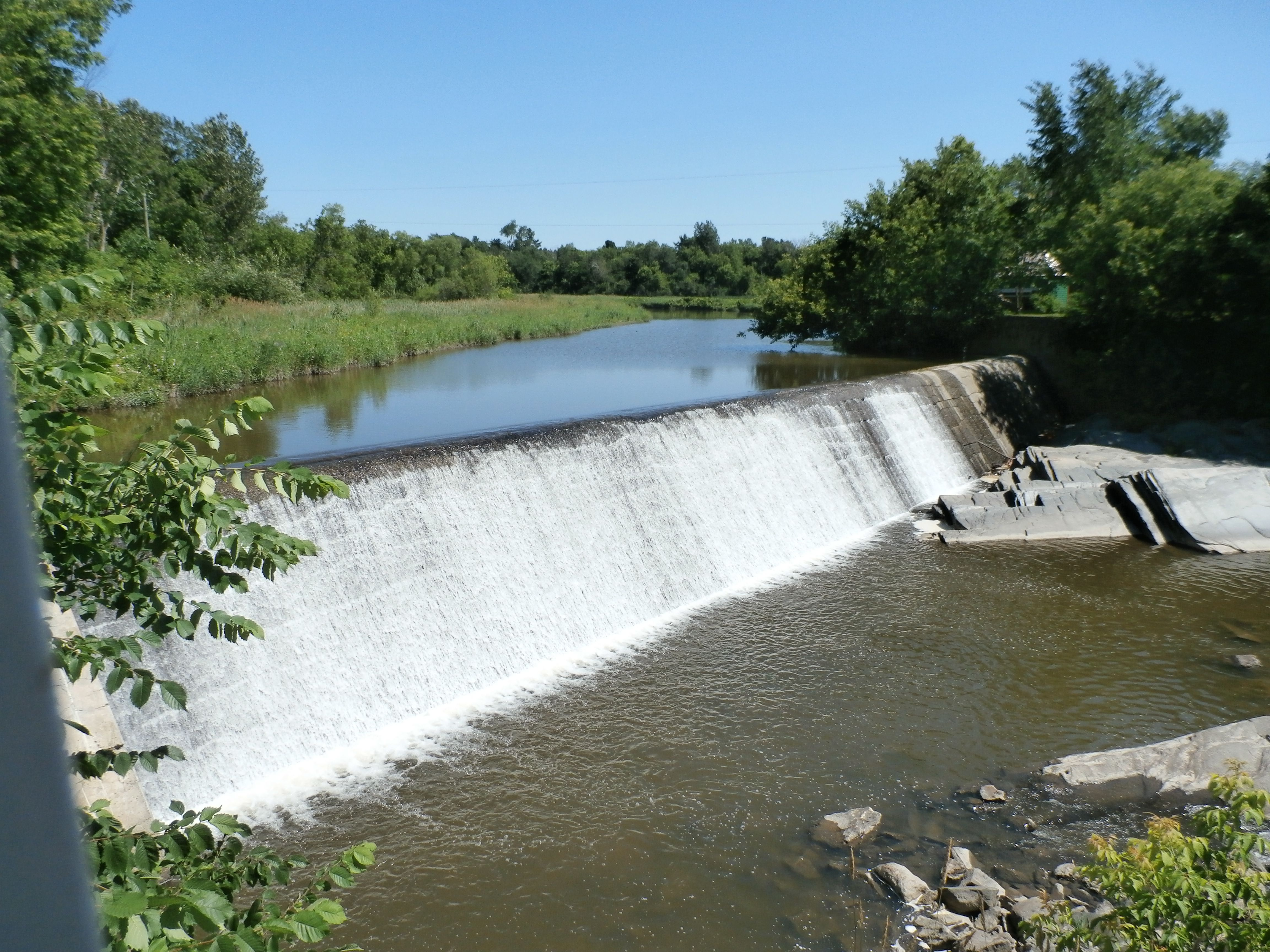
Barrage sur la rivière Eaton à Sawyerville

Le village est situé à la jonction de la route 253, qui mène à la frontière du Vermont, et la route route 210 qui se rend à Chartierville. Il est également près de la confluence des rivières Eaton et Clifton.

## Toponyme
Le village est nommé en mémoire de Josiah Sawyer, un américain loyaliste, leader d'un groupe de familles faisant partie de plusieurs milliers de réfugiés sur les seigneuries autour de la Baie Missisquoi dont  Gabriel Christie est un important propriétaire.

## Histoire
Josiah Sawyer, Abner Power, Samuel Hayes et Israël Bailey s'établissent sur les  bords  de la rivière Eaton après des années d'attente pour leurs droits de proprieté; il recevront les titres vers 1801 après avoir vécu comme  squatter depuis des années. Officiellement en 1801, Josiah Sawyer et trente  de  ses  associés  se  voient  concéder 10368 hectares (25620 acres) de terres. Les  pétitionnaires avaient visité  l'endroit vers 1792, avec Gilbert Hyatt, il ouvrirent une piste dans la forêt à partir de la Baie Missisquoi ou les Loyalistes (révolution américaine) étaient réfugiés. Hyatt reçu également les titres foncier en 1803 dans une partie du canton d’Ascot ou il avait construit un premier moulin en 1795 d'ou le toponyme Hyatt's Mill au début de la colonisation. L'occupation illégale était fréquente car les titres de propriété pouvaient prendre des années avant d’être obtenus. Le village d'Hyatt's Mill deviendra plus tard  Sherbrooke.